# Kościół Wszystkich Świętych w Wielowsi
Kościół Wszystkich Świętych w Wielowsi – rzymskokatolicki kościół parafialny należący do parafii pod tym samym wezwaniem (dekanat Koźmin diecezji kaliskiej).
Jest to świątynia wzniesiona w 1665 roku. Powstała dzięki staraniom proboszcza Adama Kleszczyckiego. Rozbudowana została w 1929 roku – przedłużono wówczas nawę, wybudowano nową kruchtę i zakrystię, wymieniono stropy i chór muzyczny. Kościół był remontowany w 1975 roku.
Budowla jest drewniana, jednonawowa, posiada konstrukcję zrębową i częściowo słupowo-ramową. Kościół jest orientowany. Jego prezbiterium jest mniejsze w stosunku do nawy, zamknięte jest trójbocznie, z boku znajduje się zakrystia. Z boku nawy jest umieszczona kruchta. Wejście główne poprzedza ganek podparty dwoma słupami. Świątynię nakrywa dach dwukalenicowy, pokryty gontem, na dachu znajduje się ośmioboczna wieżyczka na sygnaturkę. Jest ona zwieńczona barokowym, blaszanym dachem hełmowym z latarnią i chorągiewką. Wnętrze jest nakryte stropami płaskimi z pozornymi kasetonami. Ściany są otynkowane, w dolnych partiach pokryte są boazerią. Na belce tęczowej jest umieszczona barokowo–ludowa Grupa Pasyjna z 2 połowy XVII wieku. Barokowymi elementami wyposażenia są: ołtarz główny, dwa ołtarze boczne, ambona i chrzcielnica (w kształcie czaszy podpartej aniołem), powstałe w 1 połowie XVIII wieku.